# Papahānaumokuākea
Papahānaumokuākea je četvrto po veličini zaštićeno morsko područje na svijetu (poslije Marae Moana (Cookovo Otočje) u Tihom Oceanu, Rezervata prirode Francuskih južnih i antarktičkih teritorija u Indijskom oceanu i Rossovog mora na Antarktiku) koje je do 2007. godine bilo poznato kao Nacionalni spomenik sjeverozapadnih Havaja (eng. Northwestern Hawaiian Islands National Monument). Nalazi se u Tihom oceanu, na krajnjem zapadu upravnog područja američke savezne države Havaji, oko 250 km sjeverozapadno od Havajskog otočja i proteže se na području dugom 1931 km. Usko i dugo područje zauzima površinu od 362.075 km² otočića, atola, grebenja i plitkog mora. Nešto je veće od australijskog velikog koraljnog grebena i od ukupnog teritorija Grčke. 
Aktom predsjednika Sjedinjenih Američkih Država, Georga Busha, od 5. lipnja 2006. godine, Papahānaumokuākea je proglašena 75-im nacionalnim spomenikom SAD-a. Godine 2010. upisana je na UNESCO-ov popis mjesta svjetske baštine u Sjevernoj Americi kao mještovita, kulturna i prirodna svjetska baština.

## Odlike
Papahānaumokuākea je nazvana po havajskoj božici-stvoriteljici Papahānaumoku (doslovno „široko područje u kojemu se rađaju otoci”) i njezinom mužu, božanstvu Wākei („nebeski otac”). Naime, Havajci drže ovo mjestom utjelovljenja predaka, ali i mjestom gdje se rađaju duhovi i gdje se vraćaju poslije smrti te stoga predstavlja presudno područje njihove kulturne i vjerske baštine, ali i havajskog koncepta povezanosti ljudi i okoliša.
Na dva otoka, Nihoa i Makumanamana, pronađeni su arheološki ostaci ljudskih kultura koje su prethodile naseljima europljana, uključujući velike hramove, poznate kao heiau, koji su jedinstveni na području Papahānaumokuākee ali su slični hramovima na Tahitiju. Oni, zajedno s pronađenim kamenim figurama koje pokazuju čvrste veze sa skulpturama Markižanskog otočja, povezuju havajsku kulturu s 3.000 starim prostranim pacifičko-polinezijskim marae-ahu kulturnim područjem (Novi Zeland, Cookovo Otočje, Francuska Polinezija, Tonga, Samoa, Havaji, pa sve do otoka Rapa Nui) i dokazuju stoljeća ljudskih pomorskih migracija.
- Otok Nihoa
- Makumanamana
- Najveći atol, Francuska fregata (French Frigate Shoals)
- Pješčani otok Laysan
- Otok Lisianski

## Bioraznolikost
Većinu područja čine pelagijski i dubokomorski ekosustavi sa znamenitim podvodnim planinama, potopljenim obalama, sugim koraljnom grebenju i 14 km² erodiranih otočnih obala s dubokim uvalama. Geomorfološka vulkanska povijest i izolacija otočja su doveli do razvoja jedinstvenih ekosustava velike endemičnosti. Oni se visinski rasprostiru od 4600 m ispod morske površine do 275 m visokih morskih hridi. Tu obitava oko 7000 živih vrsta, od kojih čak ¼ čine endemske vrste kao što su: šest vrsta ugroženih biljaka, četiri vrste morskih ptica (Laysanska patka, laysanska zeba, nihoanska zeba i nihoanska), golema želva i kritično ugrožena vrsta havajske morske medvjedice. Jedna petina ribljih vrsta su endemi, kao i 40 % koralja. 
Na Papahānaumokuākei svake godine se gnijezdi oko 5,5 milijuna morskih ptica, te 14 milijuna ptica selica, što čini Papahānaumokuākeu najvećim trospkim gnijezdilištem na svijetu. Neke od vrsta koje obitavaju na Papahānaumokuākei su jako ugrožene i njihov opsatanak isključivo ovisi o ovom području. Tako na otoku obitava 99 % ugroženog laysanskog albatrosa (Phoebastria immutabilis), te 98 % kritično ugroženog crnonogog albatrosa (Phoebastria nigripes).
Prema istraživanjima broj jastoga se nije oporavio od prekomernog izlova 80-ih i 90-ih godina, iako je trenutno zabranjen. Od 2011. godine sav izlov strogo je kontroliran i svi posjetitelji moraju imati dozvolu za ronjenje. 
- Tamna hrid Gardner, najviša točka područja, prekriven svijetlim ptičjim izmetom
- Havajska morska medvjedica i laysanski albatros na obali otoka Tern, atol Fracuska fregata
- Heterocentrotus mamillatus na atolu Francuska fregata
- Sargocentron xantherythrum
- Morski pas Triaenodon obesus

## Vanjske poveznice
- Službene stranice (engl.)
- Hawaiian Islands National Wildlife Refuge  Arhivirana inačica izvorne stranice od 8. veljače 2012. (Wayback Machine) (USFWS)
- Galerija fotografija